# Берленга-Гранди
Берленга-Гранди (порт. Berlenga Grande) — крупнейший остров архипелага Берленгаш в Атлантическом океане у мыса Кабу-Карвоэйру в Португалии. Старейший обитаемый остров архипелага; следы человеческого присутствия на нём датируются X веком до н. э.

## География

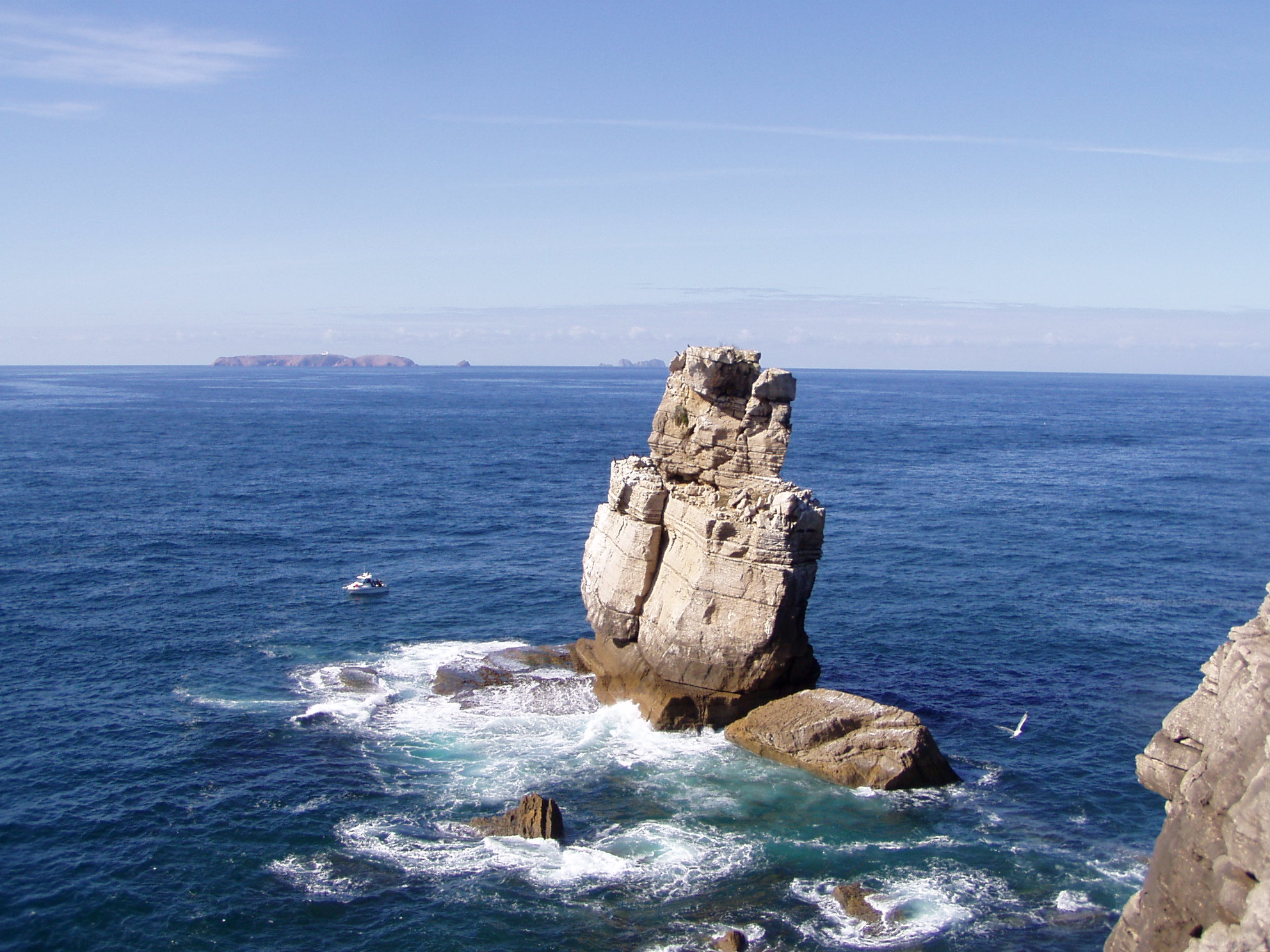
Вид на Берленга-Гранди от Пениши

Остров находится примерно в 10 км. от побережья материковой Португалии, недалеко от города Пениши (примерно в 92 км. к северу от Лиссабона). Он имеет длину 1500 м., ширину 800 м. и максимальную высоту 88 м. над уровнем моря. Площадь острова 0,788 км². Он окружён большим количеством подводных скал и скалистых островков, таких как: Серро-да-Велья, Ильеу-Мальдито, Ильеу-да-Понта, Педра-Негра, Ильеу-да-Лагоа, Ильеу-да-Кебрада, Ильеу-дус-Сольдадос. Чуть дальше на запад находится группа островков Ильяс-Эстелас, а ещё дальше на северо-запад — остров Фарилхойньес.
Хотя Берленга-Гранди в основном состоит из гранитных скал, на острове есть пещерные системы. Его восточная, меньшая часть, занимающая около трети площади, в прошлом была частично отделена в результате эрозионных процессов; она связана только узким перешейком с остальной частью острова и называется Илья-Велья (Старый остров).

## История
На острове сохранились следы присутствия человека примерно за тысячу лет до нашей эры. В древности он был известен как Остров Мечты, а также Остров Сатурна. Гавань острова в разное время служила стоянкой для кораблей викингов, мавров, английских и французских пиратов.
В 1513 году монахи Ордена святого Иеронима основали здесь Монастырь Милосердия (Mosteiro da Misericórdia). Однако одолеваемые болезнями, неблагоприятными условиями изоляции и корсарами, опустошавшими побережье Пиренейского полуострова, монахи покинули остров через несколько десятилетий, примерно в середине XIV века. От старого монастыря сейчас остались только несколько стен. В 1950-х годах на этом месте был построен ресторан (в настоящее время называющийся Mar e Sol).
В 1651 году в контексте Восстановления независимости португальская корона решила построить форт Сан-Жуан-Баптиста-дас-Берленгаш, ключевой элемент обороны побережья Пениши, заброшенный, в свою очередь, в середине XIX века.
В центральной части острова на самом высоком его холме в 1841 году был построен Маяк герцога Браганса. Высотой 29 метров, он использует солнечную энергию, переработанную в течение дня несколькими солнечными батареями, установленными в его основании. Его свет виден в радиусе около 50 км. На маяке еженедельно дежурят два смотрителя.

## Экология и туризм
В 1465 году король Португалии Афонсу V (1438—1481) запретил охоту в Берленга-Гранди.
В целях сохранения экологических условий на архипелаге ограничен доступ и передвижение: введены ограниченные зоны и определённо максимально допустимое количество посетителей в день. Тем не менее, Берленга-Гранди можно посетить и переночевать (в определённых местах), а в летние месяцы существуют регулярные маршруты между Пениши и Порту-ду-Каррейру-ду-Мостейро (например, судно Cabo Avelar Pessoa и суда Porto Batel, Atlantis, TGV и Nevada от компании Feeling Berlenga), а также возможность размещения в кемпинге (учитывая большое количество желающих, рекомендуется предварительное бронирование в туристическом офисе Пениши).
В купальный сезон Институт охраны природы содержит станцию технического обслуживания и два небольших коммерческих заведения, обслуживающих туристов и жителей: ресторан и рынок. Время года, в которое Берленга-Гранди наиболее привлекателен для посетителей, — апрель и май, когда цветёт большинство видов растений, произрастающих на острове.
На острове есть единственный песчаный пляж Praia do Carreiro do Mosteiro длиной около 40 метров, обращённый на восток. На остальных пляжах острова нет песка, и только два из них официально доступны для посетителей: Praia da Fortaleza и Praia dos Cações (обращены на запад).
Природный заповедник Берленга-Гранди признан Всемирным биосферным заповедником ЮНЕСКО 30 июня 2011 года.